# Военно-исторический архив (журнал)
«Военно-истори́ческий архи́в» — научно-популярный журнал, основанный в 1996 году. Первые два номера вышли в 1997 году. Публикует материалы по военной истории России, истории военного дела, армии, спецслужб и военно-промышленного комплекса.

## История
Первый номер издания вышел в 1997 году. C № 8 за 2006 год полное название журнала — «Военно-исторический архив: Ежемесячное научно-популярное издание». В мае 2017 вышел из печати последний номер журнала.
Журнал также выходит на английском языке под названием Military-historical archive: Popular scientific edition (ISBN 5-89710-005-5).

## Основные рубрики
Журнал содержит материалы, посвящённые событиям Второй мировой войны. Помимо статей историков, журнал печатает рассказы, воспоминания и интервью, которые проливают свет на некоторые малоизвестные факты и детали, публикует уникальные фотографии Второй мировой войны. В одной из рубрик журнал публикует календарь русской военной истории. Н. С. Черушевым в 1990-е годы был размещён мартиролог советских военачальников, погибших в годы сталинских репрессий. В 2015—2016 годах в журнале были размещены «исторические интервью», где известные учёные из разных регионов страны делились своим мнением по актуальным вопросам прошлого и современности.

## Редакторы и авторы

### Главные редакторы журнала
- Ещенко, Валентин Степанович

### Известные авторы журнала
- Сувениров, Олег Федотович
- Александров, Кирилл Михайлович
- Черушев, Николай Семёнович
- Романько, Олег Валентинович
- Близниченко, Сергей Сергеевич
- Лазарев, Сергей Евгеньевич